# José Damen
Josina Regina Adriana Antonia Maria Damen, soprannominata José ('s-Hertogenbosch, 12 novembre 1959) è un'ex nuotatrice olandese.

## Carriera
Visse il proprio periodo d'oro durante i campionati mondiali di Cali 1975 dove conquistò l'unica medaglia della sua carriera.

## Palmarès
- Mondiali

Cali 1975: bronzo nella 4x100m misti.